# Santa Anita (Argentine)
Pour les articles homonymes, voir Santa Anita.
Santa Anita est une localité rurale argentine située dans le département d'Uruguay et dans la province d'Entre Ríos.

## Histoire
La localité a été officiellement fondée le 14 juillet 1900 par le prêtre allemand Enrique Becher aux côtés de colons de la Volga. La population des premières colonies allemandes d'Entre Ríos a augmenté en raison du taux de natalité élevé et de nouveaux contingents se sont ajoutés année après année à ceux déjà établis. En conséquence, les propriétaires des terres qui bordent les colonies augmentent considérablement leurs prix, car ils sont convaincus que les colons allemands seront prêts à se serrer les coudes. Bien que beaucoup l'aient fait, à un certain moment la situation a atteint une limite et le Père Henry Becher, un prêtre, les a encouragés à fonder une autre colonie. C'est ainsi qu'il réussit à obtenir les premières terres (6 500 hectares au départ, auxquels s'ajouteront d'autres par la suite), près de la gare Gobernador Urquiza, dans le département d'Uruguay, appartenant à Juan Van Deurs et ses héritiers. Lorsqu'il apprit que la colonie devait être établie dans une estancia appelée Santa Anita, le père Arnoldo Janssen suggéra de conserver le nom, et c'est ainsi que Santa Ana devint le saint patron de la colonie.

## Religion
| Diocèse   | Gualeguaychú |
| --------- | ------------ |
| Paroisses | Santa Ana    |

## Jumelage
- Hosenfeld, Hesse, Allemagne (12 mai 2017)[3]